# Paul Day
Paul Day (Whitechapel, 1956. április 19. – 2025. július 29.) angol énekes, aki eredetileg a brit Iron Maiden heavy metal együttes énekese volt 1975-től 1976-ig. 

## Pályafutása
Mivel színpadi teljesítménye nem volt elég energikus és karizmatikus hamar kirúgták az Iron Maiden zenekarból. Ezt követően a More együttes tagja lett, mely szintén a New Wave of British Heavy Metal vonulathoz tartozott. A zenekar élén fellépett a Donningtoni Monsters of Rock Festival-on 1981-ben. Pályafutása azonban itt sem tartott sokáig, így 1983/84-ben a Wildfire zenekar tagja lett. 
1986-ban a Sweet glam rock együtteshez csatlakozott, mellyel egy élő albumot is rögzített a londoni Marquee klubban. 1986 óta Ausztráliában élt, ahol egy hard rock zenekar énekese volt.